# Дара Џокић
Дара Џокић (Београд, 20. децембар 1955) српска је глумица.

## Биографија
Основну школу и гимназију завршила је у Београду, на Звездари, након чега је уписала Факултет драмских уметности. Дипломирала је у класи професора Миње Дедића, на класи са Браниславом Лечићем и Даницом Максимовић. 
Прву улогу добила је у позоришту Атеље 212. чији члан постаје 1980. године. Играла је и на сценама Београдског драмског позоришта, Народног позоришта у Београду и Звездара театра. Била је учесник фестивала у Будви, Суботици и Сплиту. Глумила је у великом броју филмова и серија и добитница је бројних награда.
Удовица је новинара Богдана Тирнанића, са којим има кћерку Јовану.

## Награде и признања
- Награда Велика Жанка за изузетан допринос српској филмској, телевизијској и позоришној уметности (2010)
- Статуета Јоаким Вујић за изузетан допринос развоју позоришне уметности Србије (2015)
- Стеријина награда за глумачко остварење за улогу у представи „Одумирање“ на 52. Стеријином позорју у Новом Саду (2007)[1][4]
- Награда Ардалион за најбољу женску улогу у представи „Одумирање“ на 12. Југословенском позоришном фестивалу у Ужицу (2006)
- Награда Раша Плаовић за улогу у представи „Август у округу Осејџ“ (2015)
- Статуета Ћуран за улогу у представи „Само ви ајте, ми ћемо грактат и арлеукат“ на 30. Данима комедије у Јагодини (2000)
- Плакета „Љубиша Јовановић“ за улогу у представи „Кус петлић“ на Позоришним свечаностима „Љубиша Јовановић“ у Шапцу (1990)
- за најбољу женску улогу за улогу у филму Обећана земља на Филмском фестивалу у Авелину (1986)
- Повеља за најбољу женску улогу за улогу у филму Обећана земља на 21. Филмским сусретима у Нишу (1986)
- Повеља за најбољу женску улогу за улогу у филму Одумирање на 48. Филмским сусретима у Нишу (2013)
- Награда "Она и он" читалаца ТВ Новости са Милутином Караџићем на 39. Филмским сусретима у Нишу (2004)

## Филмографија
| Год.         | Назив                                          | Улога                       |
| ------------ | ---------------------------------------------- | --------------------------- |
| 1970-е       |                                                |                             |
| 1976.        | Музика позорнице                               |                             |
| 1978.        | Повратак отписаних (ТВ серија)                 | Ана                         |
| 1980-е       |                                                |                             |
| 1980.        | Интереси                                       |                             |
| 1981.        | Сестре                                         | ћерка Лила                  |
| 1981.        | Дечко који обећава                             | Маша                        |
| 1984.        | Камионџије опет возе                           | Јаретова ћерка              |
| 1984.        | Последња авантура                              | Ен                          |
| 1984.        | Беле удовице                                   |                             |
| 1984.        | Мољац                                          | новинарка                   |
| 1984.        | Камионџије 2                                   | Јаретова ћерка              |
| 1984.        | Споменар                                       | Водитељка                   |
| 1985.        | У затвору                                      | начелница Вида Настасијевић |
| 1985.        | Џек-пот (ТВ)                                   |                             |
| 1986.        | Неозбиљни Бранислав Нушић                      | судија                      |
| 1986.        | Обећана земља                                  |                             |
| 1987.        | Увек спремне жене                              | Црвена                      |
| 1987.        | Човек у сребрној јакни (ТВ серија)             |                             |
| 1987.        | Женска прича                                   |                             |
| 1988.        | Азра                                           | Азра                        |
| 1989.        | Свети Георгије убива аждаху (ТВ филм)          | Катарина                    |
| 1990-е       |                                                |                             |
| 1990.        | Гала корисница: Атеље 212 кроз векове          |                             |
| 1990.        | Цубок                                          |                             |
| 1990.        | Дуги живот брачног пара Кос                    | докторка Милка Смиљанић     |
| 1991.        | У име закона                                   | Оливера Антоновић           |
| 1992.        | Кнедле са шљивама                              | Мирка Зец                   |
| 1992—1993.   | Волим и ја неранџе... но трпим (серија)        | Солумија                    |
| 1993.        | Полицајац са Петловог брда (ТВ серија из 1993) | Карен                       |
| 1998.        | Повратак лопова                                | Лула                        |
| 1998.        | Кнегиња из Фоли Бержера                        | кнегиња                     |
| 2000-те      |                                                |                             |
| 1998—2002.   | Породично благо                                | Маријана Симовић            |
| 2001.        | Метла без дршке 5                              | Мирослава                   |
| 2002.        | Новогодишње венчање                            | Милица                      |
| 2003.        | Наша мала редакција                            | Мила                        |
| 2003.        | Скоро сасвим обична прича                      | Иренина мајка               |
| 2004.        | Mathilde                                       |                             |
| 2003—2007.   | М(ј)ешовити брак                               | Сњежана Чађеновић           |
| 2007.        | Промени ме                                     | Данка                       |
| 2007.        | Жели(м)ир (ТВ серија)                          |                             |
| 2010-е       |                                                |                             |
| 2011.        | Село гори, а баба се чешља                     | Јеленина мајка              |
| 2011.        | Како су ме украли Немци                        |                             |
| 2011—2012.   | Цват липе на Балкану (ТВ серија)               | Клара                       |
| 2012—2020.   | Војна академија (ТВ серија)                    | Будимирка Рисовић           |
| 2013.        | Одумирање                                      | Милица                      |
| 2013.        | Војна академија 2                              | Рисова мајка                |
| 2014—2015.   | Јагодићи: Опроштајни валцер                    | Милена Богдановић           |
| 2013—2015.   | Жене са Дедиња                                 | Гина                        |
| 2014.        | Револт                                         | Мајка                       |
| 2015.        | Чизмаши (ТВ серија)                            | Дафина                      |
| 2017.        | Изгредници (филм)                              | Теодорина мајка             |
| 2018.        | Ургентни центар                                | Цвета Лукић                 |
| 2018.        | Корени                                         | Милунка                     |
| 2019.        | О животу и о смрти                             | мајка пијанисткиње          |
| 2018—2019.   | Шифра Деспот                                   | Благица                     |
| 2018—2019.   | Погрешан човек                                 | Милена Црнковић             |
| 2020-е       |                                                |                             |
| 2019—2020.   | Преживети Београд                              | Борка                       |
| 2021.        | Камионџије д.о.о.                              | Дуда                        |
| 2021—2024.   | Тајне винове лозе                              | Миртеа                      |
| 2021—у току. | Радио Милева                                   | Цвета                       |

## Театрографија
- „Цемент“,
- „Чапља“,
- „Метастабилни грал“,
- „Свети Георгије убива аждаху“,
- „Марија се бори са анђелима“,
- „Просјачка опера“,
- „Свећар“,
- „Страх за границу“,
- „Кус петлић“,
- „Јерма”,
- „Алкестида“,
- „Кнегиња из Фоли Бержера“,
- „Иза кулиса”,
- „Кабаре”,
- „Марија Стјуарт”,
- „Плес у доба Лунасе”,
- „Турнеја“,
- „Наши синови“,
- „Парови“,
- „Само ви ајте, а ми ћемо за вама грактат и арлаукат“,
- „Лепотица Линејна“,
- „Егзибициониста“,
- „Брана“,
- „Одумирање“,
- „Рањени орао“,
- „Путујуће позориште Шопаловић“,
- „Невиност“.[1][5][6]
- „Дом Бернарде Албе"
- „Август у округу Осејџ"